# Nemoloko
Nemoloko — торговый бренд АО «Сады Придонья», под которым производятся продукты на растительной основе, позиционирующиеся как заменители молочных продуктов.

## История
Работа над проектом производства компанией «Сады Придонья» растительного молока началась в 2016 году. Бренд Nemoloko был разработан агентством DDVB.
В ноябре 2017 года началось производство овсяного напитка, а весной 2018 года продукция под брендом Nemoloko появилась на полках российских магазинов. «Сады Придонья» стала первым в России производителем растительного молока.
В декабре 2018 года Национальный союз производителей молока (СОЮЗМОЛОКО) подал в ФАС жалобу на «Сады Придонья», обвинив производителя Nemoloko в дискредитации молочной продукции.
За 2018 год было продано 20000 тонн продукции под брендом Nemoloko на сумму около 2 млрд ₽.
В 2019 году Nemoloko стало лидером рейтинга брендов-2019 от Forbes Russia.

## Продукция
Под брендом Nemoloko производятся напитки, йогурты, десерты, сметана и сливки на растительной основе (овёс, рис, гречиха, соя, кокос).
В августе 2024 года «Сады Придонья» представили новую версию растительного молока под брендом Nemoloko Professional Club Barista.